# خالق ماجراجویی
خالقِ ماجراجویی (به انگلیسی: Adventure Creator) در سبک ماجرایی، توسط دِیل دیشارون طراحی و تولید گردیده و سپس در سال ۱۹۸۴ توسط شرکت Spinnaker Software Corporation منتشر گردید. این بازی در واقع یک نسخه ادیتور و طراحی برای ساخت بازی‌های ماجرایی می‌باشد. 

## گیم‌پلی
این بازی یک نرم‌افزار طراحی و ساخت بازی ماجرایی می‌باشد. بازیباز می‌تواند توسط ادیتور ساده این نرم‌افزار انواع : اتاق، دهلیز، صندوق‌های گنج، هیولاها و انواع تله‌ها را طراحی نماید. برای ذخیرهٔ ساخته هایتان حتماً نیاز به دیسک نرم است. ضمن اینکه برای اجرای بازی‌های ساخته شده احتیاج به کارتریج این بازی می‌باشد. متأسفانه بازی‌های ساخته شده توسط این نرم‌افزار بسیار محدود هستند، از جمله اینکه فقط یک هیولا در هر لحظه می‌تواند در صفحه نمایش داده شود.

## سیستم‌ها
این بازی در سال ۱۹۸۴ برای رایانه خانگی کمودور ۶۴ و آتاری ۸ بیت منتشر گردید.